# Colossenses 3
Colossenses 3 é o terceiro capítulo da Epístola aos Colossenses, de autoria do Apóstolo Paulo, no Novo Testamento da Bíblia.

## Estrutura
A Tradução Brasileira da Bíblia organiza este capítulo da seguinte maneira:
- Colossenses 3:1-4 - A união com Cristo glorificado
- Colossenses 3:5-11 - Os resultados dessa união. Os vícios devem ser abandonados( ou despir-se do velho homem).
- Colossenses 3:12-17 - As virtudes devem ser cultivadas
- Colossenses 3:18-25 - Os deveres domésticos